# لغة بلارية
اللغة البلارية (بالعجمي : ݒُلَارْ) والتي يشار إليها غالبًا باسم بُلار الشمال، هي لهجة من اللغة الفولانية يُتحدث بها في المقام الأول كلغة أولى شعبي الفولا وتوكولور في منطقة وادي نهر السنغال المعروفة تقليديًا باسم فوتا تورو وأبعد إلى الجنوب والشرق. يعيش متحدثو البلار، المعروفون باسم هالبولارين، في السنغال وموريتانيا وغامبيا وغرب مالي. المتحدثان الرئيسان للغة البلار هما شعب التوكولور والفولاي (المعروف أيضًا باسم الفولاني أو البيول). تعتبر اللغة الفولانية، والتي تعتبر لغة إشارة، ثاني أكثر اللغات المحلية تحدثًا في السنغال، حيث تعد اللغة الأولى لحوالي 22% من السكان. يتوافق هذا مع 23.7% من البلاد التي يشكل الفولانيون العرق السكاني فيها. البلار هي إحدى اللغات الوطنية في السنغال إلى جانب 13 لغة أخرى. تم الاعتراف بها لغةً رسمية في السنغال بموجب مرسوم رئاسي في عام 1971. هناك حوالي 28 لهجة معروفة من الفولانيين، معظمها مفهومة بشكل متبادل مع بعضها البعض. عادةً ما يتم الإشارة إلى لهجات الفولا، فضلاً عن لغات غرب إفريقيا الأخرى، تحت المصطلح الشامل "فولا". ومع ذلك، لا يُشار عادةً إلى اللغة البلارية باسم "فولا".
وفقًا لعلم إثنولوج، هناك العديد من الأصناف اللهجية، ولكنها جميعًا مفهومة بشكل متبادل.
لا ينبغي الخلط بين البُلارية والبولارية، وهو نوع آخر من الفولا يتحدث به في غينيا (بما في ذلك منطقة فوتا جالون ). تعتبر أصناف البلار والبولار من الفولا مفهومة إلى حد ما.
اللغة البلاريّة تُكتب حاليًا بشكل أساسي بالخط اللاتيني. تاريخيا، ولعدة قرون، كان لدى البولار تقليد أدبي يعتمد على النص العربي، وهو تقليد إملائي يعرف الآن باسم "العجمي". وفي الآونة الأخيرة، اكتسبت كتابة أدلام للغة البلار شعبية أيضًا (طالع أبجديات الفولار).

خريطة اللغات الفولانية بما في ذلك البلارية